# 宇佐美大輔
宇佐美 大輔（うさみ だいすけ、1979年3月29日 - ）は、日本の元男子バレーボール選手、指導者。

## 来歴
秋田県横手市出身。沼館小学校時代はミニバスケットボールをしていた。当時から身体能力が高く、5年生ながらレギュラーに定着していた。同じチームの1つ上の学年には元トヨタアルバルクの半田圭史がいた。父（秋田県立雄物川高等学校元校長）の勧めでバレーボール（十文字クラブ）を始める。
高校時代まではアタッカーをしていたが、東海大学時代から本格的にセッターを始める。2001年に全日本代表に初選出され、大学卒業後の2002年にNECブルーロケッツへ入団した。
現役時代は抜群の身体能力を生かしたトスワークが特徴であった。
2003年ワールドカップ、2004年アテネオリンピック世界最終予選には全日本の司令塔として出場、2005年の植田辰哉代表監督就任後の全日本にも招集されたが指導者の父の跡を継ぐために現役を引退して地元秋田へ帰郷することを決意し、2006年の全日本代表を辞退。引退前に全日本代表オポジットの山本隆弘と同じチームでプレーをするためNECからパナソニックパンサーズヘ移籍した。
そして迎えた2007年アジア選手権で代表復帰し、2007年ワールドカップでは全試合出場を果たす。自身2度目の挑戦となった2008年北京オリンピック世界最終予選を経験し、北京オリンピックに出場した。しかしどちらの大会でももう一人のセッターの朝長孝介に正セッターの座を明け渡すこともあった。
2009年ワールドグランドチャンピオンズカップには主将として出場し全日本男子にとって32年ぶりとなる銅メダル獲得に貢献した。また天皇杯・皇后杯全日本選手権のパナソニックの優勝にも貢献した。
2010年、Vプレミアリーグのパナソニックの2年ぶりの優勝、黒鷲旗大会3連覇に貢献し、ベスト6に選出された。
同年6月に両足首を手術。11月の広州アジア大会で、約1年ぶりに全日本代表復帰して金メダル獲得に貢献した。
2012年11月、2012/13シーズンをもって現役を引退することを発表。2012/13シーズンファイナルラウンド決勝戦の堺ブレイザーズ戦が最終試合となった。
引退後は公立高校教員（地方公務員）となり、2013年4月からは秋田県立大館鳳鳴高等学校の教員となり1年間勤務した後、2014年4月から人事異動により母校の秋田県立雄物川高等学校に配属され、同校の教員を務めると共にバレーボール部監督に就任した。

## エピソード
2007年に地元秋田で行われた第62回国民体育大会ではふるさと選手として国体強化チームの秋田クラブで出場。エースアタッカーを務め3位入賞に貢献した。

## 球歴
- 全日本代表 - 2001-2005年、2007年-2012年
  - オリンピック - 2008年
  - ワールドカップ - 2003年、2007年
  - ワールドリーグ - 2005年
  - ワールドグランドチャンピオンズカップ - 2005年、2009年

## 受賞歴
- 2001年 - 第50回黒鷲旗全日本選手権大会 若鷲賞（最優秀新人賞）
- 2002年 - 第8回Vリーグ ベスト6
- 2003年 - 第52回黒鷲旗全日本選手権大会 黒鷲賞（最高殊勲選手）・ベスト6
- 2005年 - 第11回Vリーグ ベスト6
- 2005年 - 第54回黒鷲旗全日本選手権大会 ベスト6
- 2008年 - 2007/08 Vプレミアリーグ ベスト6
- 2009年 - 第58回黒鷲旗全日本選抜大会 ベスト6
- 2010年 - 2009/10 Vプレミアリーグ ベスト6
- 2010年 - 第59回黒鷲旗全日本選抜大会 ベスト6
- 2012年 - 2011/12 Vプレミアリーグ ベスト6
- 2013年 - 2012/13 Vプレミアリーグ 特別賞[8]

## 所属チーム
- 雄物川高校
- 東海大学
- NECブルーロケッツ（2002-2006年）
- パナソニックパンサーズ（2006-2013年）

## 同時期の全日本男子セッター
- 阿部裕太
- 朝長孝介
- 今村駿
- 近藤茂